# János Hoffmann
János Hoffmann (geboren 1895 in Szombathely; ermordet 1944 im KZ Auschwitz) war ein jüdischer Zeitzeuge der Judenverfolgung in Ungarn. Er entstammte einer bekannten jüdischen Familie seines Geburts- und Heimatortes Szombathely. Die von ihm verfassten Tagebuchaufzeichnungen aus der Zeit des Zweiten Weltkriegs wurden von der Stadt Anfang der 2000er-Jahre posthum veröffentlicht.

## Leben
János Hoffmann wurde als ältestes von insgesamt vier Kindern geboren; er hatte zwei Schwestern und einen Bruder. Mütterlicherseits war er mit Heinrich Heine verwandt. Sein Vater betrieb in Szombathely eine Essigfabrik mit Ladengeschäft; die Familie war als „die Essig-Hoffmanns“ stadtbekannt. Hoffmann studierte Rechtswissenschaften in Wien und Budapest und promovierte zum Dr. jur. Nach seinem Militärdienst arbeitete er in der väterlichen Firma, nach deren Konkurs infolge der Weltwirtschaftskrise ab 1930 im Warenhaus des Schwiegervaters in Nagykanizsa. 
Sein Tagebuch gehört zu den Zeugnissen jüdischen Lebens und Denkens in Ungarn vor dem Holocaust. Es beginnt 1940 und beschreibt detailliert den sorgenvollen jüdischen Alltag. Die Eintragungen enden kurz vor der deutschen Besetzung Ungarns am 19. März 1944, der bald die Deportationen  folgten. 
Unter den allerersten Deportierten war die Familie Hoffmann: János, seine Mutter Regina, seine Frau Helén (Schütz) sowie die Kinder Sándor und Judit, die alle nach Auschwitz-Birkenau deportiert und dort ermordet wurden. Nur die Tochter Judit überlebte.

## Nachleben
Als einzige Überlebende der Familie erhielt Judit die Aufzeichnungen 1945 von Nachbarn zurück, denen sie der Vater vor der Deportation anvertraut hatte. In einem Interview 1999 für Steven Spielbergs Shoah Foundation erwähnte Judit Varga-Hoffmann die Notizhefte ihres Vaters, was dann später zu deren Publikation in Ungarn führte („Ködkárpit“, 2001).
Die ungarischsprachigen Tagebuchaufzeichnungen wurden im Jahr 2010 auszugsweise von dem Allgäuer Autoren Ernst T. Mader zusammen mit Erika Garics ins Deutsche übersetzt und zunächst als Internetpublikation in Maders Blog „Sägeblatt“ veröffentlicht. Die Notizen von János Hoffmann, der in Szombathely geboren und in Auschwitz ermordet wurde, liegen damit auszugsweise auch auf Deutsch vor und bilden einen neuen Aspekt in der seit 1992 bestehenden Städtepartnerschaft zwischen Szombathely und der deutschen, im Allgäu gelegenen Stadt Kaufbeuren.

## Das Tagebuch
Posthume Buchausgabe
- Ködkárpit. Egy zsidó polgár feljegyzései, 1940–1944. Szombathelyi Önkormányzati Hivatal, Szombathelyi 2001 (= Szombathelyi memoárok), ISBN 963-00-6868-0. (ungarisch)

Auszugsweise digitale Ausgabe in deutscher Sprache
- Nebelschleier. Aus den Aufzeichnungen von János Hoffmann (Szombathely 1895 – Auschwitz 1944). Auszüge aus den Aufzeichnungen, mit einem Nachwort von Judit Varga-Hoffmann; 2010; Übersetzung: Erika Garics, Ernst T. Mader; Lektorat: Ernst T. Mader. (Online)

Rezeption
- Der ungarische Wissenschaftler Dr. Attila Katona nahm eine Analyse und Interpretation von Hoffmanns Tagebuchaufzeichnungen vor und referierte darüber unter anderem auf der wissenschaftlichen Konferenz Forgotten undeservedly…, die 2004 von der Jewish Theological Seminary – University of Jewish Studies (JTS-UJS) in Budapest veranstaltet wurde.[1]